# سیارک ۲۷۳۱۴
سیارک ۲۷۳۱۴ (به انگلیسی: 27314 Janemcdonald، نامگذاری:2000AG247)۲۷۳۱۴مین سیارک کشف شده‌است که در ۰۲ ژانویه ۲۰۰۰ کشف شد.